# Sphecodes rufoantennatus
Sphecodes rufoantennatus là một loài Hymenoptera trong họ Halictidae. Loài này được Benoist mô tả khoa học năm 1950.